# Il était une fois un gars
Pour plus de détails, voir Fiche technique et Distribution.
Il était une fois un gars (en russe : Живёт такой парень, Jiviot takoï paren) est un film soviétique de 1964,. Il est réalisé par Vassili Choukchine d'après plusieurs de ses récits : Vilebrequins, Grinka Maluoguine, Conducteur de première catégorie, Contenu interne. Le film fut en partie tourné dans les villages du Haut-Altaï de Manjerok et d'Oust-Séma.
Ce film remporte un Lion d'or au XVIe Festival international du film de Venise.

## Synopsis
Pachka est un chauffeur de camion. Sur les routes de l'Altaï il rencontre diverses personnes, aide à se marier un compagnon plus âgé, empêche un incendie. Après avoir été blessé, il donne à l'hôpital son premier interview à une jeune journaliste de Léningrad. Il espère trouver son amour.

## Fiche technique
- Titre du film : Il était une fois un gars
- Titre original : Живёт такой парень, Zhivyot takoï paren
- Réalisation et scénario : Vassili Choukchine
- Photographie : Valeri Guinzburg
- Direction artistique : Alexandre Vaguithev
- Son : Valentin Khlobynine
- Caméra : Vitali Choline
- Costumes : Nora Muller
- Montage : Lydia Joutchkova
- Rédaction : Valeria Pogojeva
- Directeur du film : Boris Krakovski
- Musique : Pavel Tchekalov
- Format : 35 mm - noir et blanc - Mono
- Langue : russe
- Production : Gorki Film Studio
- Durée : 101 minutes
- Pays d'origine : URSS
- Date de sortie : 1er septembre 1964

## Distribution
- Leonid Kouravliov : Pachka Kolokolnikov
- Rodion Nakhapetov : ingénieur Guena
- Lydia Tchachina : Nastia
- Larissa Bourkova : Katia Lizounova
- Nina Sazonova : Anissia
- Boris Balakine : Kondrat Stépanovitch
- Anastasia Zouïeva : vieille Marfa
- Arkadi Troussov : mari de Marfa
- Viktor Filippov : directeur du kolkhoze
- Ivan Ryjov : gestionnaire de base pétrolière
- Bella Akhmadoulina : journaliste léningradoise
- Evgueni Teterine : instituteur, voisin de Pachka à l'hôpital
- Boris Romanov : Stépan
- Natalia Hitzeroth: la dame du salon de couture